# 恩斯特·布洛赫

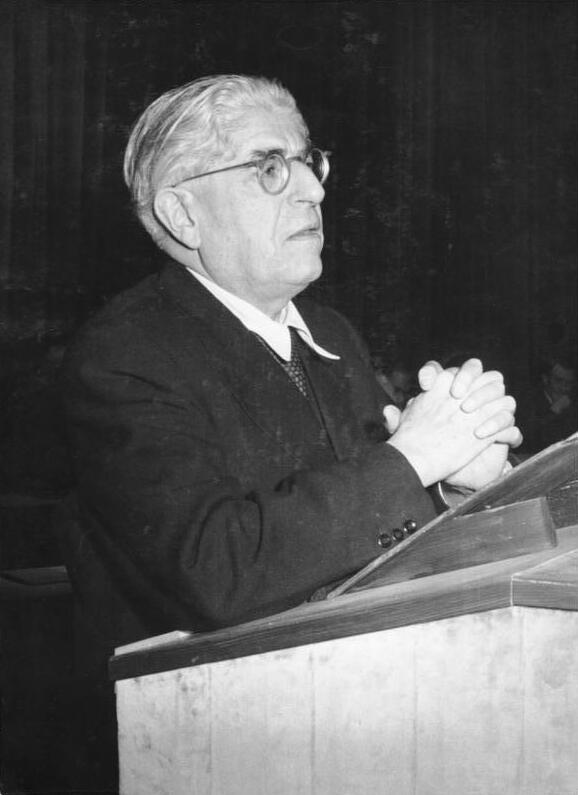
恩斯特·布洛赫

恩斯特·布洛赫（德語：Ernst Bloch，1885年7月8日—1977年8月4日），德国马克思主义哲学家，主要著作有《希望的原理》（Das Prinzip Hoffnung）。布洛赫受到黑格尔和卡尔·马克思以及托马斯·闵采尔、帕拉塞尔苏斯和雅各·波墨等人的影响。